# Bérou-la-Mulotière
Bérou-la-Mulotière – miejscowość i gmina we Francji, w Regionie Centralnym, w departamencie Eure-et-Loir.
Według danych na rok 1990 gminę zamieszkiwały 312 osoby, a gęstość zaludnienia wynosiła 24 osoby/km² (wśród 1842 gmin Regionu Centralnego Bérou-la-Mulotière plasuje się na 829. miejscu pod względem liczby ludności, natomiast pod względem powierzchni na miejscu 989.).